# Kejserliga tronen

Kejserliga tronens statsvapen.

Kejserliga tronen (Ryska: Императорский Престол), tidigare Kejsardömet Ryssland (Российская Империя), är en självutnämnd mikronation skapad av ryska affärsmannen och politikern Anton Bakov, partiledare för det Ryska monarkistpartiet. 
Anton Bakov skapade mikronationen 2011 utan något territorium, med Prins Karl Emich av Leiningen, en tysk adelsman och barnbarns barnbarn till Alexander II, som statsöverhuvud med titeln Nikolaj III, Kejsare över hela Ryssland.
År 2017 inleddes det förhandlingar mellan Bakov och Kiribati för att köpa tre obebodda öar för 3,5 miljarder svenska kronor som en turistort och för att återskapa Romanov monarkin i Ryssland som störtades 1917. Regeringen i Kiribati avvisade förslaget då Bakov krävde suveränitet över öarna.